# Panina (dolce)
La panina o panina pasquale è un dolce a base di pasta di pane, uova, zucchero, uvetta, scorza di arancia e limone, liquore all'anice e cognac. È tipica dell'alta Valle del Savio e dell'alta Valle del Bidente in Romagna, e dell'Aretino in Toscana. Si prepara tradizionalmente nel periodo di Pasqua.

## Tipologie e preparazione
È una piccola pagnotta tradizionalmente cotta nel forno a legna. Si consuma il giorno di Pasqua da sola o in accompagnamento a cibi salati, come il salame e le uova sode.
Ne esiste inoltre, in Romagna, una variante non dolce, la panina pepata, anch'essa a base di pasta di pane arricchita con uova, uvetta, scorza di arancia e limone, e molto pepe, che rientra nella tipologia di dolci con pepe in uso sin dal Medioevo e presenti ancora oggi in area toscana e umbra col nome panpepato.
Analogamente alla panina dolce e pepata, nell'Aretino sono, invece, tipiche di Pasqua la panina gialla,  dolce, contenente zucchero, uvetta e zafferano (che dà alla panina il colore giallo), e la panina unta o coi ciccioli, priva di zucchero e contenente rigatino (pancetta) tritato.